# Navahondilla
Navahondilla is een gemeente in de Spaanse provincie Ávila en in de regio Castilië en León. Navahondilla heeft 324 inwoners (1 januari 2016).

## Geografie
Navahondilla heeft een oppervlakte van 22 km² en grenst aan de gemeenten Cadalso de los Vidrios, El Tiemblo, Rozas de Puerto Real en San Martín de Valdeiglesias.

## Burgemeester
De burgemeester van Navahondilla is Heliodoro Iglesias López. 

## Demografische ontwikkeling
Bron: INE, 1857-2011: volkstellingen

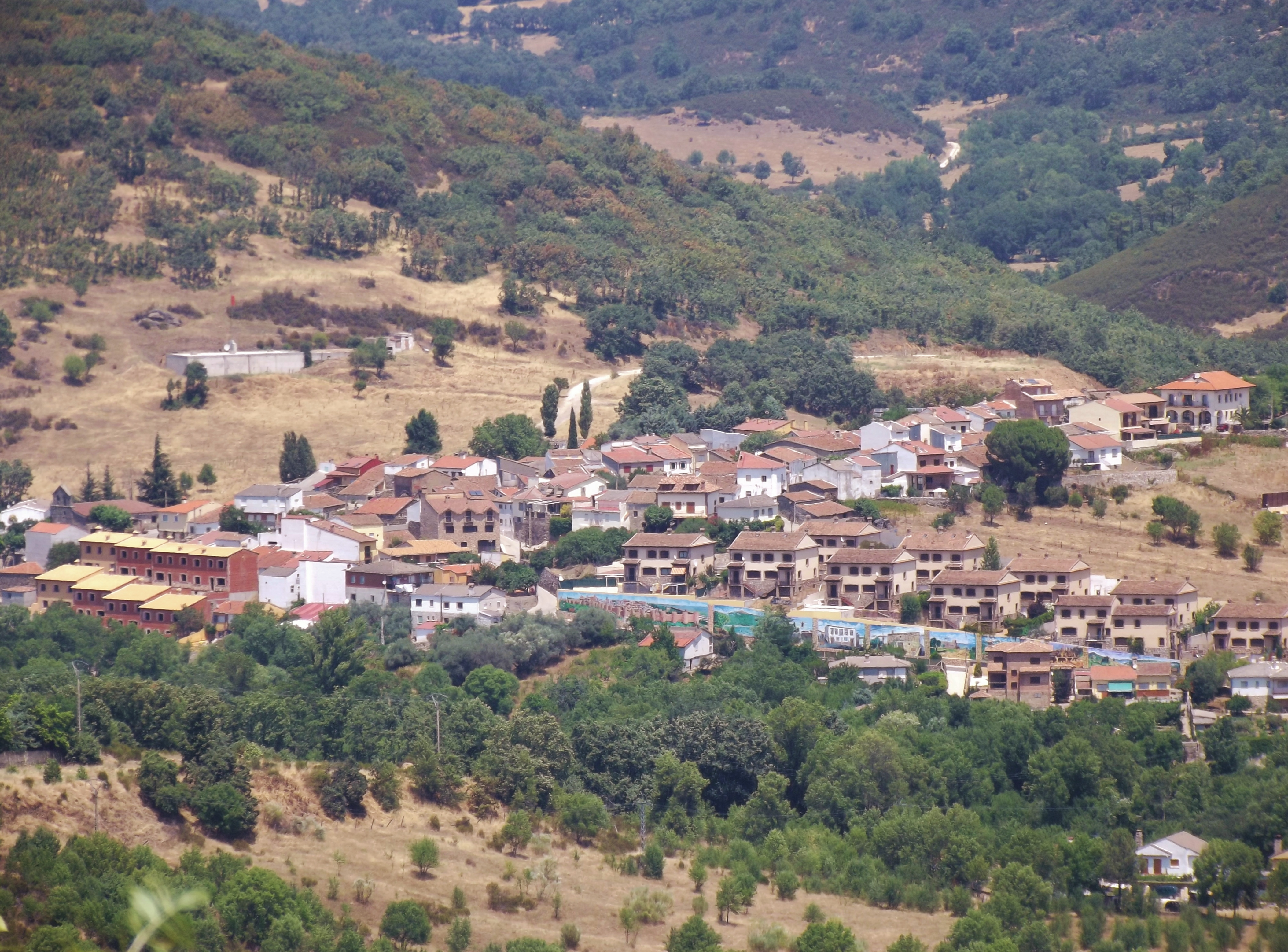
Uitzicht op Navahondilla
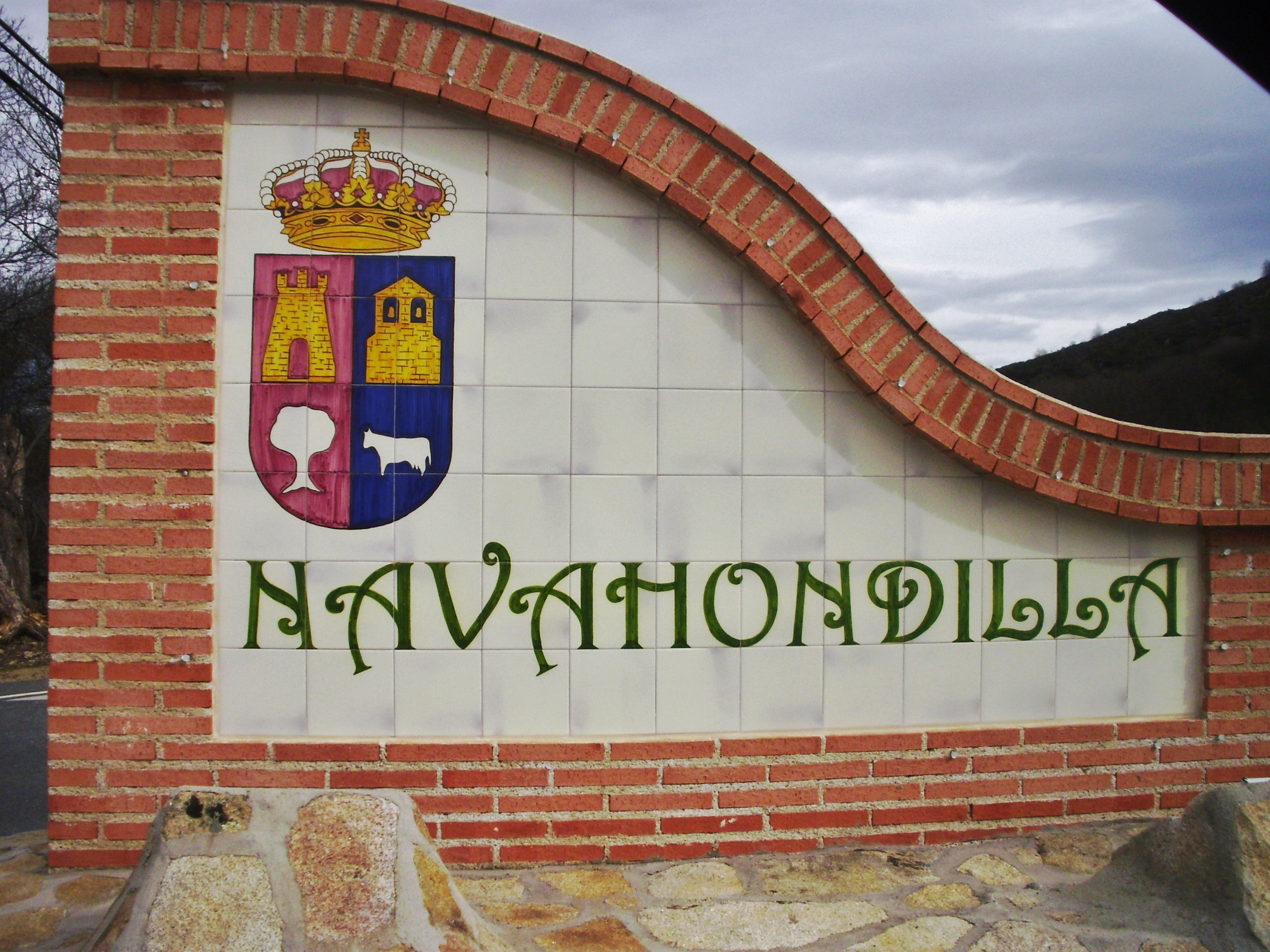